# Inocybaceae
Le Inocybaceae sono una famiglia di funghi dell'ordine Agaricales, il più grande ordine di funghi.
È una delle famiglie più numerose all'interno degli Agaricales (funghi lamellati). 
Questa famiglia presenta un'ecologia ectomicorrizica. e le specie che vi appartengono famiglia hanno una distribuzione capillare nelle zone tropicali e temperate .

## Tassonomia
Il genere tipo delle Inocybaceae, Inocybe, fu originariamente descritto da Fries nel 1821, come una "tribù" all'interno di un ampio genere di funghi, Agaricus. Nel 1863, Fries elevò Inocybe al rango di genere.
Inocybe era collocato tradizionalmente all'interno della famiglia delle Cortinariaceae, tuttavia il tassonomo olandese Walter Jülich ha collocato il genere nella famiglia Inocybaceae. Successivamente, le Cortinariaceae si sono dimostrate polifiletiche e le analisi filogenetiche delle regioni RPB1, RPB2 e nLSU- rDNA da una varietà di Inocybe e relativi taxa confermerebbero la collocazione di Inocybe fatta da Jülich. Nel loro Dizionario dei funghi, Kirk et al. (2008) non hanno distinto tra Inocybaceae e Crepidotaceae, ma le hanno unite in un'unica famiglia che hanno chiamato Inocybaceae. Da allora la letteratura scientifica ha diviso la classificazione data da Kirk et al. (2008) non solo in Inocybaceae e Crepidotaceae, ma anche Tubariaceae e Chromocyphellaceae.
Le Inocybaceae sono diventate una famiglia indipendente solo di recente. La famiglia attualmente è suddivisa in 7 diversi cladi, tutti riconosciuti con rango di genere: Auritella, Inocybe sensu stricto, Inosperma, Mallocybe, Nothocybe, Pseudosperma e Tubariomyces.  Si stima che Inocybe (il genere più grande all'interno delle Inocybaceae) contenga circa 1050 specie delle quali Pseudosperma con circa 70 specie, Mallocybe con più di 55 specie, Inosperma contenente oltre 70 specie conosciute e Auritella, Nothocybe e Tubariomyces contenenti un numero imprecisato di specie, che tuttavia si stima siano in numero piuttosto ridotto.
In uno studio molecolare del 2019, Matheny e colleghi hanno utilizzato sei analisi filogenetiche geniche per determinare le relazioni all'interno della famiglia. Hanno recuperato Nothocybe come sorella di Inocybe, mentre i membri della sezione Rimosae di Inocybe formavano un lignaggio che si discostava dall'antenato dei due precedenti, e quindi lo riclassificarono come genere Pseudosperma. Un altro ramo dà origine a quattro lignaggi: il genere Auritella, quello che era sottogenere Mallocybe di Inocybe (ora Mallocybe), Tubariomyces e Inosperma (precedentemente sottogenere Inosperma di Inocybe ).

## Distribuzione
Le Inocybaceae sono diffuse nelle regioni temperate settentrionali, ma si trovano anche ai tropici e nell'emisfero australe. Membri di questa famiglia sono stati rinvenuti anche in Africa, Australia, neotropici, Nuova Zelanda, zona temperata settentrionale, paleotropici, sud-est asiatico, Sud America e zona temperata meridionale.

## Ecologia
I membri di Inocybaceae sono ectomicorrizici, che è una forma specializzata di simbiosi con piante generalmente ritenute reciprocamente vantaggiose. Si stima che possano formare micorrize con almeno 23 famiglie di piante. 
La maggior parte delle specie tende a preferire i terreni calcarei a quelli neutri e si trovano spesso ai margini di sentieri, strade, parchi o altri habitat urbani. Alcuni autori sostengono che i membri di questa famiglia preferirebbero generalmente terreni più calcarei e osservano che questo tratto è ben conservato.